# Eremurus zoae
Eremurus zoae är en grästrädsväxtart som beskrevs av Aleksei Ivanovich Vvedensky. Eremurus zoae ingår i släktet Eremurus och familjen grästrädsväxter. Inga underarter finns listade i Catalogue of Life.